# Chaetocnema conducta
Chaetocnema conducta é uma espécie de insetos coleópteros polífagos pertencente à família Chrysomelidae.
A autoridade científica da espécie é Motschulsky, tendo sido descrita no ano de 1838.
Trata-se de uma espécie presente no território português.